# Harnbach

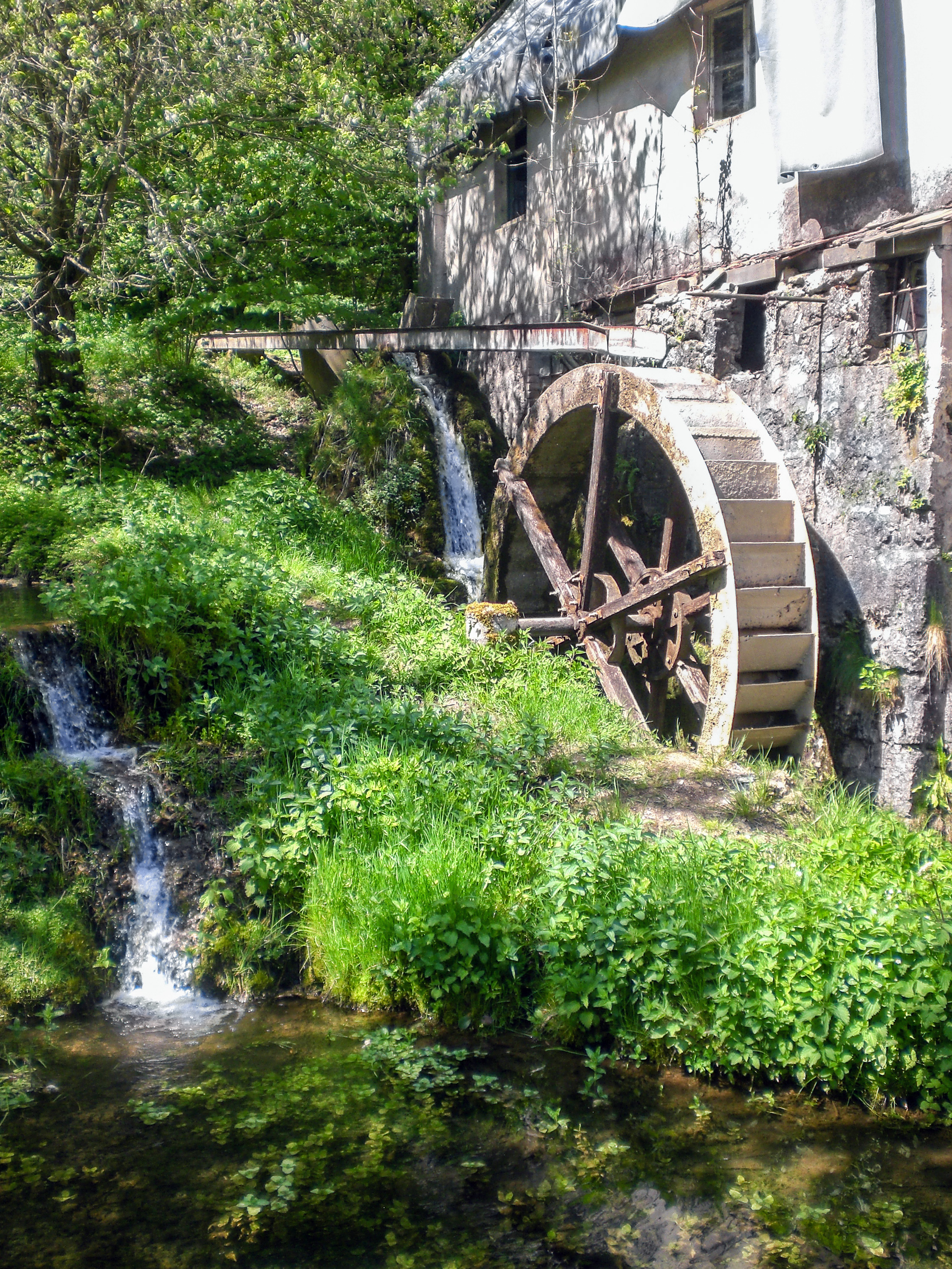
Abgebrochene Mühle in 2011

Harnbach ist ein Gemeindeteil von Hartenstein im mittelfränkischen Landkreis Nürnberger Land in Bayern. Harnbach liegt in der Gemarkung Enzendorf.

## Lage
Die Einöde Harnbach liegt im Pegnitztal an der Staatsstraße 2162 zwischen Enzendorf und Rupprechtstegen. In der Nähe befindet sich die Griesmühle.

## Geschichte
Im Jahre 1831 wurde Harnbach im Topo-geographisch-statistischens Lexicon vom Königreiche Bayern erwähnt, als Weiler in Zuständigkeit des Landgerichts Hersbruck und in der evangelisch-lutherischen Pfarrei Artelshofen mit 17 Einwohnern, drei Häusern, einer Brücke und einer Mühle am Harnbach, die Pegnitz hat in Harnbach keinen Mühlenstandort. Heute (Stand 2025) besteht der Ort aus einem vornehmlich gewerblich genutzten Gebäude, es ist noch ein alter Stall und ein Gewölbekeller vorhanden, die beide nicht genutzt werden. 
In der Nähe unterquert die Bahnstrecke Nürnberg–Cheb im Plattetunnel die Platte, einen 483 m hohen Berg. Bei der Platte befindet sich ein großer Kalkstein- und Dolomitsteinbruch. Die Harnbacher Mühle liegt im Außenbereich der Gemeinde Hartenstein im Pegnitztal zwischen Rupprechtstegen und Enzendorf. Die Mühle liegt an der Schnittstelle mehrerer Wanderwege, insbesondere am Abzweig aus dem Pegnitztal, vorbei an der Griesmühle nach Treuf und zur Burg Hohenstein. Der nächste Bahnhof steht in Rupprechtstegen.
Das Mühlengebäude (49° 35′ 33,36″ N, 11° 28′ 11,89″ O) wurde abgerissen (Stand 2017) und nur das hölzerne Mühlrad zeugt von dem ehemaligen Standort.